# Plectromerus hovorei
Plectromerus hovorei är en skalbaggsart som beskrevs av Eugenio H.Nearns och Branham 2008. Plectromerus hovorei ingår i släktet Plectromerus och familjen långhorningar.
Artens utbredningsområde är:
- Costa Rica.
- Honduras.

Inga underarter finns listade i Catalogue of Life.